# Osmoxylon ellipsoideum
Osmoxylon ellipsoideum är en araliaväxtart som beskrevs av Barry John Conn och David Frodin. Osmoxylon ellipsoideum ingår i släktet Osmoxylon och familjen Araliaceae. Inga underarter finns listade.